# 天龠三
天龠三（蛇夫座58），又名BD-21 4712，HD 160915、SAO 185660、HR 6595，是蛇夫座的一颗恒星，视星等为4.87，位于銀經5.94，銀緯4.21，其B1900.0坐标为赤經17h 37m 26.2s，赤緯-21° 4.21′ 4″。